# Formel König
Die Formel König war eine von 1987 bis 2005 bestehende Markenformel-Nachwuchsserie. Die Rennserie wurde vom Unternehmer und Hersteller von Autositzen, Richard König, begründet und nach Rückzug des letzten großen Sponsors eingestellt. Die Fahrzeuge finden aber noch Verwendung im Rahmen von Events, die mit „Formelwagen selber fahren“ beschrieben werden können.
1988 wurde die erste Saison gestartet und der erste Meister gekürt: Michael Schumacher konnte neun von zehn Rennen für sich entscheiden. Vier Jahre später übernahm Werner Aichinger im Verbund mit dem AvD und der DEKRA die Formelserie. 1996 baute man ein Nachfolgemodell, das mit geringen Modifikationen bis zur Einstellung der Serie Ende 2004 eingesetzt wurde. Volkswagen stieß 1997 als Motorenlieferant hinzu. Als Antriebsquelle diente ein 1,4-Liter-Vierzylinder mit 16 Ventilen und einer Leistung von 88 kW (120 PS). Auf einem Gitterrohrrahmen ruhte ein glasfaserverstärktes Kunststoffchassis in klassischer Monopostoform. Die weiteren technischen Daten lauteten:
- Motorsteuerung: VW / Magneti Marelli
- Motor: Vierzylinderottomotor mit DOHC-Ventilsteuerung (Polo 16V) mit elektronischem Motormanagement und geregeltem Dreiwegeabgaskatalysator
- Hubraum: 1390 cm³
- Leistung: 88 kW/120 PS bei 6500/min
- Abmessungen:
  - Länge: 3072 mm
  - Breite: 1600 mm
  - Höhe: 990 mm
  - Radstand: 2350 mm
- Spurweite vorn/hinten: 1580 mm/1610 mm
- Rädergröße: 6"×13 vorne und 8"×13 hinten
- Reifengröße und -marke: 180/510-13 und 210/570-13 / Bridgestone
- Leermasse: 420 kg
- Beschleunigungsdauer (0–100 km/h): 4,1 s
- Vmax: ca. 230 km/h

Weitere bekannte Fahrer, die ihre Anfänge in der Formel König bestritten haben, sind beispielsweise Markus Winkelhock, Dirk Müller und Daniel la Rosa.

## Meister
| Jahre | Name                |
| ----- | ------------------- |
| 1988  | Michael Schumacher  |
| 1989  | Thomas Winkelhock   |
| 1990  | Heribert Füngeling  |
| 1991  | Dirk Kisters        |
| 1992  | Marian Hamprecht    |
| 1993  | Jörg Bergmeister    |
| 1994  | Bernd Friedrich     |
| 1995  | Richard L. McLeod   |
| 1996  | Thomas Mühlenz      |
| 1997  | Thomas Mühlenz      |
| 1998  | Elran Nijenhuis     |
| 1999  | Benoît Allart       |
| 2000  | Bernhard Auinger    |
| 2001  | Thomas Westarp      |
| 2002  | Jochen Nerpel       |
| 2003  | Franz Kuncic        |
| 2004  | Ronny Wechselberger |

## Belege
1. ↑  Zukunft der Formel König - racing1.de (Memento vom 12. März 2007 im Internet Archive)
2. ↑  https://www.motorsport-event-company.com/motorsport-event-erlebnisse/formel-1-selber-fahren/
3. ↑  Technische Daten
4. ↑  http://www.formel-koenig.de/de/index.html
5. ↑  Dirk Müller in der Formel König (Memento vom 11. März 2007 im Internet Archive)